# Бубр
Бу́бр (Бо́брава; устар. Бобер; пол. Bóbr, чеш. Bobr) — река в Чехии и юго-западе Польши, левый приток Одры. Бубр входит в десятку самых длинных рек Польши. Средний расход воды — 44,3 м³/с.

## Местоположение

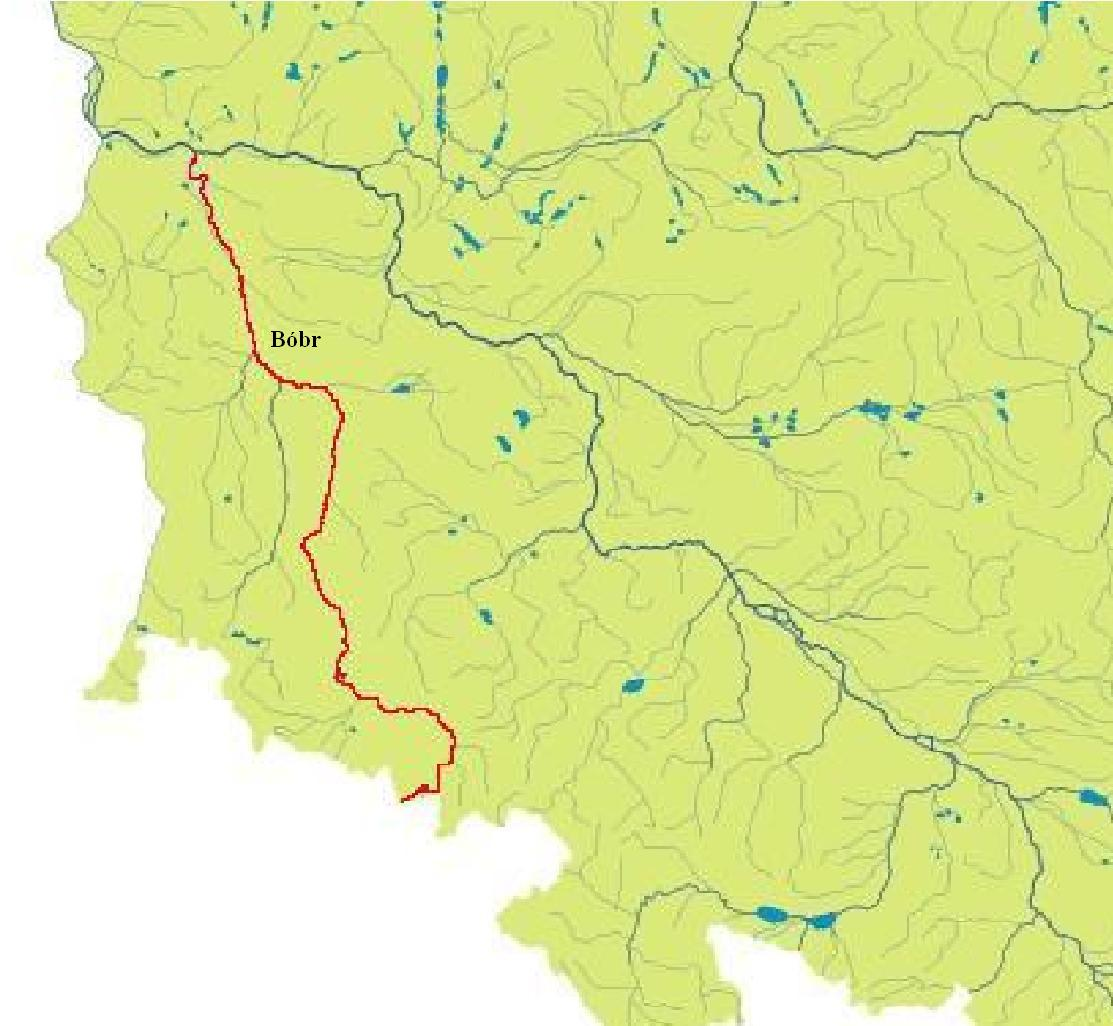
Бубр на территории Польши.

Бубр берёт своё начало на юго-востоке горного массива Крконоше (Судеты), возле деревни Бубр, которая расположена недалеко от города Жацлэрш (чеш. Žacléř) в Трутнове Краловеградецкого края. После пересечения границы с Польшей, у деревни Недамирув (пол. Niedamirów, нем. Kunzendorf)) в гмине Любавка, Бубр течёт в северо-западном направлении через долину Еленя Гуру (пол. Kotlina Jeleniogórska, нем. Hirschberger Tal) в Западных Судетах (чеш. Krkonošská oblast, пол. Sudety Zachodnie, нем. Westsudeten) до плотины в Пильховице (гмина Влень) и на равнины Нижней Силезии, где в Бубр впадает река Квиса (пол. Kwisa, нем. Queis). В Одр Бубр впадает недалеко от Кросно-Оджаньске.

## Основные параметры
Длина Бубра около 272 километров, причем два из них она протекает по территории Чехии, а 270 — Польши. Площадь бассейна — 5876 км² (46 из них приходится на часть, расположенную в Чехии, а 5830 на часть, расположенную в Польше).

## Города на Бубре

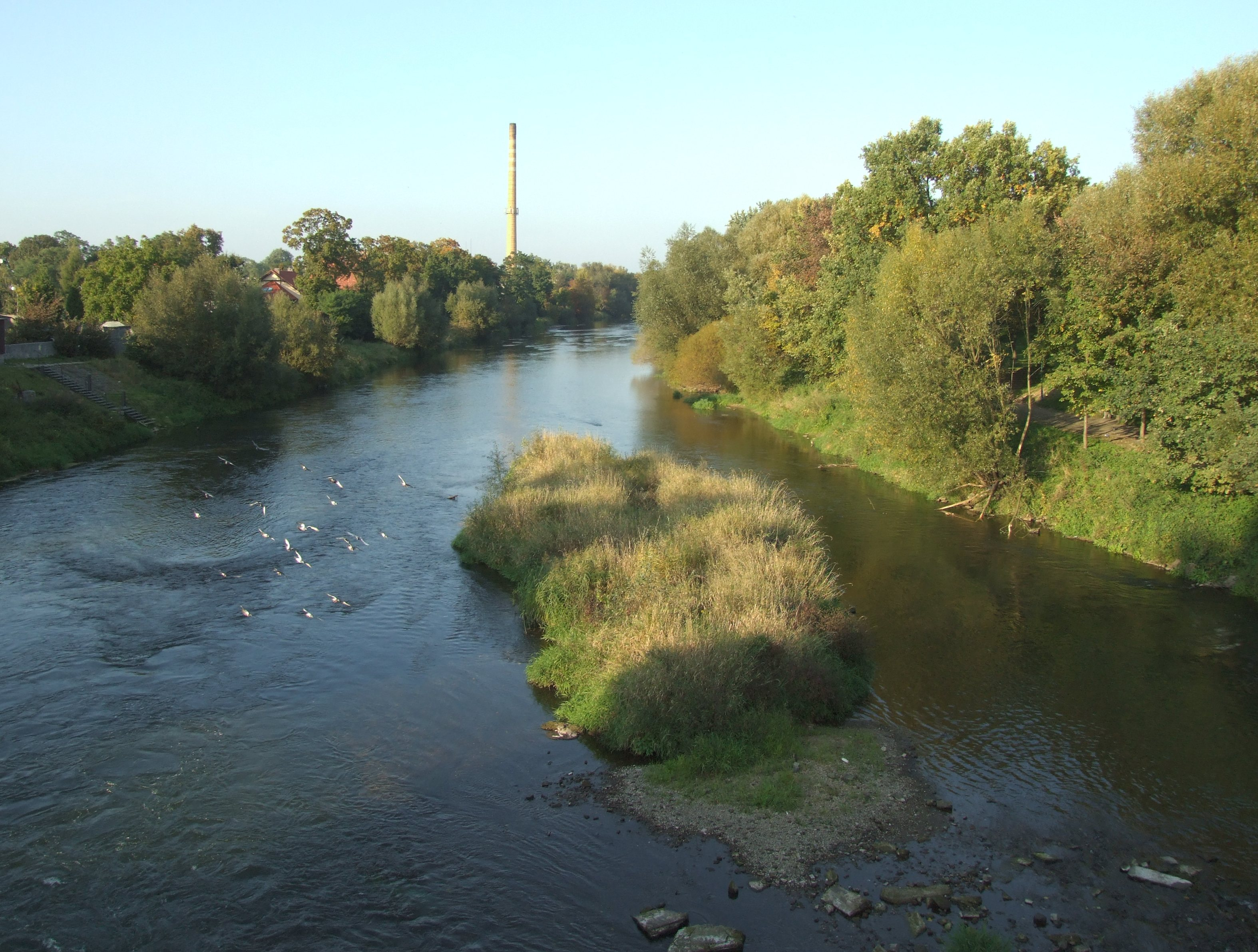
Бубр в районе города Жагань.

- Любавка
- Каменна-Гура
- Еленя-Гура
- Влень
- Львувек-Слёнски
- Болеславец
- Шпротава
- Маломице
- Жагань
- Новогруд-Бобжаньский
- Кросно-Оджаньске

## Основные притоки

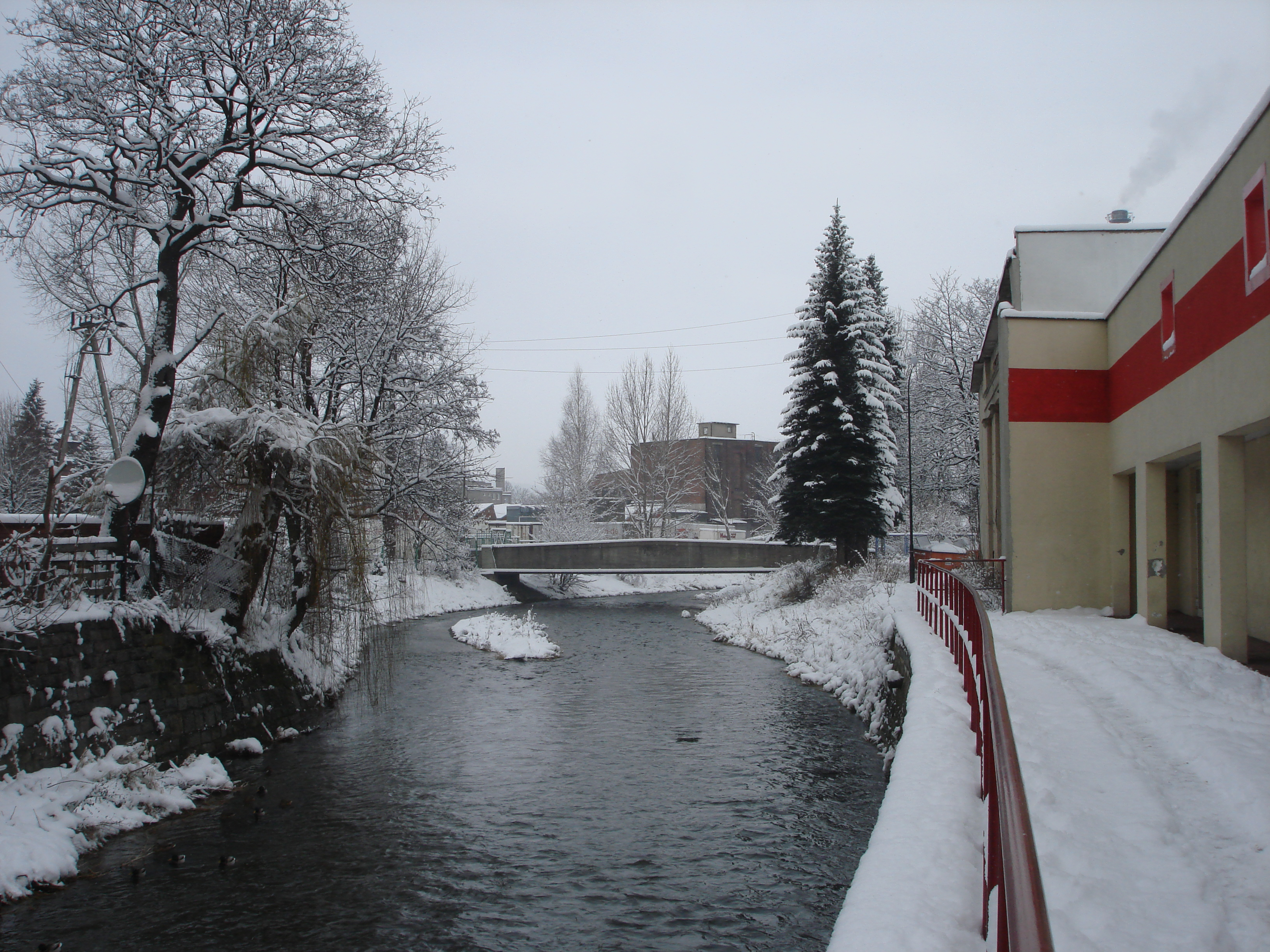
Бубр, Каменна-Гура.

- Правые
  - пол. Zadrna;
  - пол. Lesk;
  - пол. Krupówka;
  - пол. Bobrzyca;
  - Шпротава пол. Szprotawa;
- Левые
  - пол. Miedziany Potok;
  - пол. Janówka;
  - пол. Łomnica;
  - пол. Kamienna;
  - Квиса (пол. Kwisa);
  - Черна-Велька

## История
Во время Второй мировой войны на Бубре, в городе Пстронже (польское название Свентошув, позднее — Страхув) располагался центр разработки и испытания противотанкового оружия Германии. В послевоенной время там дислоцировался 255-й гвардейский мотострелковый полк 20-й танковой дивизии.
В 1945 году в районе города Жагань велись бои за форсирование Бубра. 13 февраля 1945 года за предотвращение попытки переправы через Бубр крупных сил гитлеровцев гвардии старшина Михаил Александрович Мазурин 72-го отдельного гвардейского тяжёлого танкового Львовского полка был награждён «Золотой Звездой» и получил звание Героя Советского Союза.

## Дыховская ГЭС
На Бубре, её левом притоке Квисе и на Лужицкой Нисе расположен крупнейший в Польше комплекс гидроэлектростанций — Дыховский каскад ГЭС (пол. Zespół Elektrowni Wodnych Dychów). Спроектированный институтом «Ленгидропроект», Дыховский каскад является комплексом из 17 ГЭС (9 из них находятся на Бубре), суммарной мощностью 79,5 МВт.